# Ivan Eklind
Ivan Henning Hjalmar Eklind (Estocolmo, 15 de outubro de 1905 - Estocolmo, 23 de julho de 1981) foi um árbitro de futebol da Suécia, conhecido por apitar a final da Copa do Mundo da FIFA de 1934 entre a Itália e a Tchecoslováquia, em Roma. Ele é o árbitro mais jovem até hoje que apitou a final da Copa do Mundo, aos 28 anos.

## Carreira
Eklind apitou um total de seis partidas em Copas do Mundo, em três edições diferentes (1934-1938–1950), sendo uma partida como árbitro auxiliar de Louis Baert (árbitro belga) em junho de 1938. Entre as partidas está o triunfo do Brasil contra a Polônia em Estrasburgo em 5 de junho de 1938,  em partida que terminou 6 a 5 pra os brasileiros, e um jogo do Grupo A em 1950, na Copa do Mundo do Brasil.

## Copa do Mundo de 1934
Na Copa do Mundo de 1934 Eklind apitou o jogo Holanda 2 - 3 Suíça pelas oitavas-de-final, em 27 de maio, e a semifinal Itália 1 - 0 Áustria, em 3 de junho. Em 10 de junho apitou a final, Itália 2 - 1 Tchecoslováquia. Antes do início da partida, Eklind e seus dois auxiliares, o belga Louis Baert e o húngaro Mihaly Ivancsics, fizeram a saudação fascista a Benito Mussolini, presente na tribuna de honra no Estádio Nazionale PNF, em Roma.